# Sommevoire
Sommevoire ist eine französische Gemeinde mit 648 Einwohnern (Stand: 1. Januar 2022) im Département Haute-Marne in der Region Grand Est (bis 2015 Champagne-Ardenne). Sie gehört zum Arrondissement Saint-Dizier und ist Mitglied im Gemeindeverband Communauté d’agglomération du Grand Saint-Dizier, Der et Vallées. Die Bewohner werden Sommevigériens und Sommevigériennes genannt.

## Geografie
Sommevoire liegt in der dünn besiedelten südlichen Champagne, etwa 25 Kilometer südwestlich von Saint-Dizier. Umgeben wird Sommevoire von den Nachbargemeinden La Porte du Der im Norden, Mertrud im Osten und Nordosten, Dommartin-le-Saint-Père im Osten und Südosten, Doulevant-le-Château im Südosten, Blumeray und Nully im Süden, Trémilly im Südwesten sowie Thilleux und Ceffonds im Westen und Nordwesten.

## Bevölkerungsentwicklung
| Jahr                       | 1962 | 1968 | 1975 | 1982 | 1990 | 1999 | 2006 | 2011 | 2018 |
| -------------------------- | ---- | ---- | ---- | ---- | ---- | ---- | ---- | ---- | ---- |
| Einwohner                  | 807  | 747  | 850  | 804  | 792  | 776  | 741  | 753  | 664  |
| Quellen: Cassini und INSEE |      |      |      |      |      |      |      |      |      |

## Sehenswürdigkeiten
- Kirche Saint-Pierre, seit 1971 Monument historique
- Kirche Notre-Dame, seit 1909 Monument historique

## Persönlichkeiten
- Nicolas Jenson (1420–1480), Schriftsetzer
- Édouard Drouot (1859–1945), Bildhauer